# Razzie Awards 2005
La 26ª edizione dei Razzie Awards si è svolta il 4 marzo 2006 all'interno dell'Ivar Theatre di Hollywood, per premiare i peggiori film dell'anno 2005. Le candidature erano state annunciate alcuni mesi prima, il 30 gennaio 2006, il giorno prima delle candidature ai Premi Oscar 2006. Dirty Love - Tutti pazzi per Jenny è stato il maggiore vincitore del 2005, con quattro premi, incluso il peggior film.
Il film più premiato dell'anno è stato Dirty Love - Tutti pazzi per Jenny, mentre i più nominati sono stati The Mask 2, candidato a otto premi, seguito da Hazzard con sette, Dirty Love - Tutti pazzi per Jenny con sei, e Deuce Bigalow - Puttano in saldo con cinque nomination.

## Vincitori e candidati
Verranno di seguito indicati in grassetto i vincitori.
Ove ricorrente e disponibile, viene indicato il titolo in lingua italiana e quello in lingua originale tra parentesi.

### Peggior film
- Dirty Love - Tutti pazzi per Jenny (Dirty Love), regia di John Mallory Asher
- Deuce Bigalow - Puttano in saldo (Deuce Bigalow: European Gigolo), regia di Mike Bigelow
- Hazzard (The Dukes of Hazzard), regia di Jay Chandrasekhar
- La maschera di cera (House of Wax), regia di Jaume Collet-Serra
- The Mask 2 (Son of the Mask), regia di Lawrence Guterman

### Peggior attore
- Rob Schneider - Deuce Bigalow - Puttano in saldo (Deuce Bigalow: European Gigolo)
- Tom Cruise - La guerra dei mondi (War of the Worlds)
- Will Ferrell - Vita da strega (Bewitched), Derby in famiglia (Kicking & Screaming)
- Jamie Kennedy - The Mask 2 (Son of the Mask)
- Dwayne Johnson - Doom (Doom)

### Peggior attrice
- Jenny McCarthy - Dirty Love - Tutti pazzi per Jenny (Dirty Love)
- Jessica Alba - I Fantastici 4 (Fantastic Four), Trappola in fondo al mare (Into the Blue)
- Hilary Duff - Il ritorno della scatenata dozzina (Cheaper by the Dozen 2), The Perfect Man (The Perfect Man)
- Jennifer Lopez - Quel mostro di suocera (Monster-in-Law)
- Tara Reid - Alone in the Dark (Alone in the Dark)

### Peggior attore non protagonista
- Hayden Christensen - Star Wars: Episodio III - La vendetta dei Sith (Star Wars: Episode III - Revenge of the Sith)
- Alan Cumming - The Mask 2 (Son of the Mask)
- Bob Hoskins - The Mask 2 (Son of the Mask)
- Eugene Levy - Il ritorno della scatenata dozzina (Cheaper by the Dozen 2), The Man - La talpa (The Man)
- Burt Reynolds - Hazzard (The Dukes of Hazzard), L'altra sporca ultima meta (The Longest Yard)

### Peggior attrice non protagonista
- Paris Hilton - La maschera di cera (House of Wax)
- Carmen Electra - Dirty Love - Tutti pazzi per Jenny (Dirty Love)
- Katie Holmes - Batman Begins (Batman Begins)
- Ashlee Simpson - Undiscovered (Undiscovered)
- Jessica Simpson - Hazzard (The Dukes of Hazzard)

### Peggior regista
- John Mallory Asher - Dirty Love - Tutti pazzi per Jenny (Dirty Love)
- Uwe Boll - Alone in the Dark (Alone in the Dark)
- Jay Chandrasekhar - Hazzard (The Dukes of Hazzard)
- Nora Ephron - Vita da strega (Bewitched)
- Lawrence Guterman - The Mask 2 (Son of the Mask)

### Peggior coppia
- Nicole Kidman e Will Ferrell - Vita da strega (Bewitched)
- Jamie Kennedy e chiunque abbia recitato con lui - The Mask 2 (Son of the Mask)
- Jenny McCarthy e chiunque sia abbastanza stupido per uscire o fare amicizia con lei - Dirty Love - Tutti pazzi per Jenny (Dirty Love)
- Rob Schneider e i suoi pannolini - Deuce Bigalow - Puttano in saldo (Deuce Bigalow: European Gigolo)
- Jessica Simpson e le sue "Daisy Duke" - Hazzard (The Dukes of Hazzard)

### Peggior sceneggiatura
- Jenny McCarthy - Dirty Love - Tutti pazzi per Jenny (Dirty Love)
- Nora Ephron, Delia Ephron e Adam McKay - Vita da strega (Bewitched)
- Rob Schneider, David Garrett e Jason Ward - Deuce Bigalow - Puttano in saldo (Deuce Bigalow: European Gigolo)
- John O'Brien - Hazzard (The Dukes of Hazzard)
- Lance Khazei - The Mask 2 (Son of the Mask)

### Peggior remake o sequel
- The Mask 2 (Son of the Mask), regia di Lawrence Guterman
- Vita da strega (Bewitched), regia di Nora Ephron
- Deuce Bigalow - Puttano in saldo (Deuce Bigalow: European Gigolo), regia di Mike Bigelow
- Hazzard (The Dukes of Hazzard), regia di Jay Chandrasekhar
- La maschera di cera (House of Wax), regia di Jaume Collet-Serra

### Più noioso bersaglio dei tabloid
- Tom Cruise, Katie Holmes, il divano di Oprah Winfrey, la Torre Eiffel e la bambina di Tom.
- Tom Cruise e il suo sbraitare contro la psichiatria.
- Paris Hilton e... CHIUNQUE!
- Il signor e la signora Britney, il loro bambino e la loro videocamera.
- I Simpson: Ashlee, Jessica e Nick.

## Statistiche vittorie/candidature
Premi vinti/candidature:
- 4/6 - Dirty Love - Tutti pazzi per Jenny (Dirty Love)
- 1/8 - The Mask 2 (Son of the Mask)
- 1/5 - Deuce Bigalow - Puttano in saldo (Deuce Bigalow: European Gigolo)
- 1/5 - Vita da strega (Bewitched)
- 1/3 - La maschera di cera (House of Wax)
- 1/1 - Star Wars: Episodio III - La vendetta dei Sith (Star Wars: Episode III - Revenge of the Sith)
- 0/7 - Hazzard (The Dukes of Hazzard)
- 0/2 - Alone in the Dark (Alone in the Dark)
- 0/2 - Il ritorno della scatenata dozzina (Cheaper by the Dozen 2)
- 0/1 - L'altra sporca ultima meta (The Longest Yard)
- 0/1 - Batman Begins (Batman Begins)
- 0/1 - Derby in famiglia (Kicking & Screaming)
- 0/1 - Doom (Doom)
- 0/1 - I Fantastici 4 (Fantastic Four)
- 0/1 - La guerra dei mondi (War of the Worlds)
- 0/1 - The Man - La talpa (The Man)
- 0/1 - The Perfect Man (The Perfect Man)
- 0/1 - Quel mostro di suocera (Monster-in-Law)
- 0/1 - Trappola in fondo al mare (Into the Blue)
- 0/1 - Undiscovered (Undiscovered)